# James Gang
James Gang var ett rockband från Cleveland, Ohio, bildat 1966. Bandet är främst känt för Joe Walsh, som startade sin karriär här, och Tommy Bolin som senare spelade i Deep Purple. Gruppen upplöstes 1977 men återuppstod 1996 och spelade i olika perioder fram till 2006.

## Medlemmar
Senaste medlemmar
- Jimmy Fox – trummor, percussion, keyboard, sång) – (1966–1971, 1991, 1996, 1998, 2001, 2005–2006)
- Joe Walsh – gitarr, mandolin, keyboard, synthesizer, sång (1968–1971, 1991, 1996, 1998, 2001, 2005–2006)
- Dale Peters – basgitarr, percussion, sång (1971–1977, 1991, 1996, 1998, 2001, 2005–2006)
- Bill Appleberry – keyboard, synthesizer  (2006)
- Gia Ciambetti – bakgrundssång (2006)
- Robbyn Kirmsse – bakgrundssång (2006)
- Stacy Michelle – bakgrundssång (2006)

Tidigare medlemmar
- Ronnie Silverman – gitarr (1966–1967, 1968)
- Tom Kriss – basgitarr, percussion, sång (1966–1967, 1968)
- Phil Giallombardo – keyboard, sång (1966–1968, 1976–1977)
- Dennis Chandler – gitarr (1966)
- John "Mouse" Michalski – gitarr (1966)
- Glenn Schwartz – gitarr (1966–1967)
- Bill Jeric – gitarr (1968)
- Kenny Weiss – sång (1969)
- Domenic Troiano – gitarr, bakgrundssång (1971–1973)
- Roy Kenner – sång, munspel, percussion – (1971–1974)
- Tommy Bolin – gitarr, synthesizer, sång (1973–1974)
- Richard Shack – gitarr, sång (1975–1976)
- Bubba Keith – gitarr, sång (1975–1976)
- Bob Webb – gitarr, sång (1976–1977)
- Mark Avsec – keyboard (2001, 2005)

## Diskografi
På sju års tid, mellan 1969 och 1976, gav gruppen ut nio studioalbum.
Studioalbum
- 1969 – Yer' Album
- 1970 – James Gang Rides Again
- 1971 – Thirds
- 1972 – Passin' Thru
- 1972 – Straight Shooter
- 1973 – Bang
- 1974 – Miami
- 1975 – Newborn
- 1976 – Jesse Come Home

Livealbum
- 1971 – James Gang Live in Concert

Samlingsalbum
- 1973 – The Best Of ... featuring Joe Walsh
- 1973 – 16 Greatest Hits
- 1997 – Funk #49

Singlar
- 1969 – "I Don't Have the Time"
- 1969 – "Funk #48" (US #126)
- 1970 – "Funk #49" (US #59)
- 1971 – "Walk Away" (US #51)
- 1971 – "Midnight Man" (US #80)
- 1972 – "Looking for My Lady" (US #108)
- 1972 – "Had Enough" (US #111)
- 1973 – "Must Be Love" (US #54)
- 1973 – "Got No Time For Trouble"
- 1974 – "Standing in the Rain" (US #101)
- 1974 – "Cruisin' Down The Highway"